# Giacomo Serra
Giacomo Serra (né en 1570 à Gênes, alors dans le république de Gênes, et mort le 19 août 1623 à Rome), est un cardinal italien de l'Église catholique de la XVIIe siècle, nommé par le pape Paul V.

## Biographie
Giacomo Serra exerce des fonctions au sein de la Curie romaine, notamment comme clerc et trésorier général à la Chambre apostolique.
Le pape Paul V le crée cardinal lors du consistoire du 7 août 1611. Le cardinal Serra est légat apostolique à Ferrare. Il participe au conclave de 1621, lors duquel Grégoire XV est élu pape et au conclave de 1623 (élection d'Urbain VIII).